# 阿姆斯特丹東南

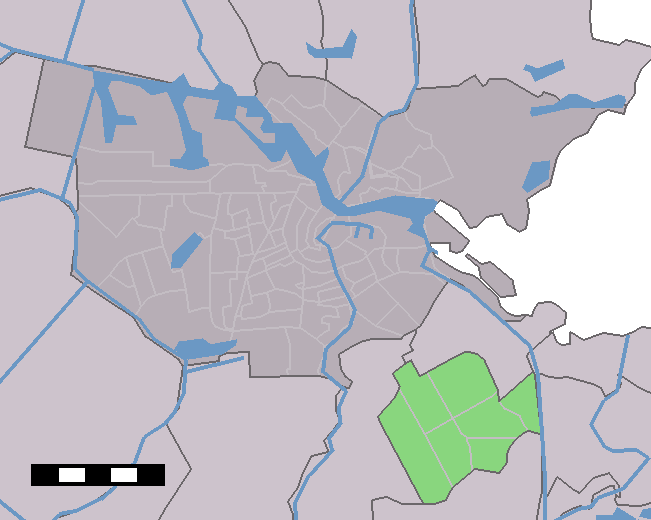
阿姆斯特丹東南的位置

阿姆斯特丹東南（Amsterdam-Zuidoost）是荷蘭首都阿姆斯特丹的一個行政區域。阿姆斯特丹東南是一個飛地，不和阿姆斯特丹的其他7個行政區接壤。阿姆斯特東南在2013年有人口約8.4萬人。

## 外部連結
- 维基导游上有關Amsterdam-Zuidoost的旅行指南
- Official website of the Borough of Amsterdam-Zuidoost

52°18′38″N 4°58′24″E / 52.31056°N 4.97333°E